# اسدالله موسوی
اسدالله موسوی سیاست‌مدار و مدیر اجرایی ایرانی است، که در دوره‌های هجدهم، نوزدهم و بیستم مجلس شورای ملی به‌عنوان نماینده اهواز از استان خوزستان در مجلس شورای ملی حضور داشت.
او در ۲۲ تیرماه ۱۳۵۸ در زندان بهبهان به طرز نامعلومی به قتل رسید.